# Kolnowice
Kolnowice est une localité polonaise du gmina de Biała, située dans le powiat de Prudnik (voïvodie d'Opole).